# クーガン法
クーガン法（クーガンほう）は、子役が稼いだ収益の一部を子役自身のために残すことを義務つけたカリフォルニア州の法律（州法）。英語表記は「California Child Actor's Bill」。

## 概要
カリフォルニア州のこの法律を含め、多くの州では、18歳未満の子役は「クーガンアカウント」という銀行口座を持っていなればならず、報酬総額の一定割合がその口座に直接送金され成人するまで保護されるシステムになっている。
そのきっかけとなったのがチャップリンに見出された子役のジャッキー・クーガンの出来事である。映画『キッド』で起用されたジャッキー（1921年当時、7歳）の稼いだ額は、約300万ドルといわれる。しかし、当時のカリフォルニアの法律では、未成年の子供が得た報酬は両親のものとされており、1935年に父親が亡くなった際にジャッキーには1ドルの資産も残されていなかった。離婚していた実父の事故死をきっかけに、母と義父が浪費していたことが発覚したとされる。
この問題が訴訟沙汰になったことが契機となって1939年に制定された。
なお、本法の2000年1月の法改正で、未成年者の得た報酬はすべて未成年者本人のものとなった。しかし、未成年者が金銭の管理をするのは難しいため、成人に達するまで保護される銀行口座（クーガンアカウント）に報酬の15パーセントを直接送金することが義務づけられている。